# Mystery Jets
Mystery Jets est un groupe britannique de rock indépendant formé en 2001 à Eel Pie Island, dans la ville de Twickenham, dans le Grand Londres.
Le groupe est composé de Blaine Harrisson (chant, guitares, claviers), son père Henry Harrison (guitares, claviers), Jack Flanagan (basse, chœurs) et Kapil Trivedi (batterie).

## Histoire

### Formation et premiers enregistrements (2001-2004)
À ses débuts, le groupe se forme autour de Blaine Harrison à la batterie et Henry Harrison à la basse ainsi que William Rees à la guitare. Ils sont vite rejoints par Tamara Pearce-Higgins à l'orgue et Kay Fish à la basse, Henry devenant alors second guitariste. À l'origine, le groupe devait s'appeler The Misery Jets, d'après un titre de l'Evening Standard (Eel Pie Island se trouve dans un couloir aérien de l'aéroport d'Heathrow). Mais ils changent finalement de nom après que Blaine se soit trompé en peignant Mystery Jets sur sa batterie.
En 2001, ils produisent un premier EP éponyme, avec le producteur d'Aswad Nick Sykes. Ils s'entraînent dans un hangar à bateau construit par Henry, sur le terrain d'une ancienne communauté hippie ravagé par un incendie. D'importantes modifications de line-up apparaissent : Tamara quitte le groupe, Blaine laisse la batterie pour les claviers et se met au chant (alors que sa voix n'a pas encore mué). C'est un ami de William (dont on ne connaît que le prénom Max) qui tient brièvement la batterie mais comme celui-ci n'est pas fiable, il est vite remplacé par une boite à rythme alors que le groupe poste une annonce sur internet pour trouver son batteur : ce sera Kapil Trivedi. Ce dernier, ayant entendu parler du groupe par son professeur de batterie, n'est pas, contrairement aux autres membres, originaire d'Eel Pie Island mais de Wembley, au nord de Londres.
Mystery Jets tirent leurs influences de Pink Floyd, Syd Barrett et Hall And Oates. William Rees cite Robert Fripp, Adrian Belew, Jimi Hendrix et David Bowie comme ses inspirations principales à la guitare.

### Making DensetZootime(2005-2006)
Le Eel Pie Island EP est enregistré peu de temps après par un jeune producteur appelé Bishop Dante aux Rooster Studios. Mystery Jets organisent The White Cross Revival, une série de fêtes illégales sur Eel Pie Island dont la promotion se fait par le bouche à oreille, avant que celles-ci ne soient interdites par la police. Ils signent à cette époque sur le label 679 Recordings (aujourd'hui 679 Artists). À partir de 2005, ils voient un certain nombre de leur singles diffusés sur MTV Two's Spanking New Music Week (aux côtés d'Editors et The Kooks). Et le début de l'année 2006 voit même le groupe classer The Boy Who Ran Away en haut des charts, jouer sur le ShockWaves NME Award Tour et faire leur première apparition sur Top of the Pops.
Le premier véritable album du groupe Making Dens sort le 6 mars 2006. Le 4 septembre, ils sortent l'EP Diamonds in the Dark, ce dernier contenant le titre Scarecrows in the Rain dédicacé à Syd Barrett, l'une de leur plus grandes influences récemment décédé. Dans la foulée, le 18 septembre 2006, à la Union Chapel d'Islington, Mystery Jets participent à un spectacle hommage au guitariste originaire de Cambridge. On y voit entre autres Kid Harpoon, Lupen Crook, Kate Nash, Dan Treacy et Television Personalities, Drew McConnell (de Babyshambles), et Ben Rogers (de SixToes). Le groupe crée spécialement pour l'occasion un fanzine regroupant des contributions et dessins des artistes de la soirée.
Décembre 2006 voit le groupe sortir Umbrellahead et Half in Love with Elizabeth sur leur compte MySpace pour une compétition. Les deux morceaux ont été produits par Erol Alkan et devaient faire partie d'un EP vinyle acoustique mais cette idée a finalement été abandonnée. Au cours de l'année 2007, le groupe écrit de nouvelles chansons (dont Hand Me Down, Pink Elephant, Veiled in Grey et Hideaway qui figureront sur l'album Twenty One) et donne plus de concerts internationaux, spécialement en Amérique où ils publient Zootime (une sélection de quelques single et des titres issus de Making Dens, des différents EP) le 8 mai chez Dim Mak Records. Henry Harrison décide peu de temps après d'arrêter de partir en tournée avec le groupe, mais il restera très présent et continuera d'aller en studio avec le reste du groupe. Il aide à l'écriture des chansons et intervient encore occasionnellement sur scène. Il déclare : « Je suis juste un autre membre, un des cinq. J'aime ça. Toute cette pseudo autorité avait un but mais quand on y est arrivés, j'étais content d'y renoncer parce qu'elle nous empêchait de travailler ensemble correctement. »

### Twenty One(2007-2008)
Fin 2007, le groupe participe à un spectacle dans des bars à travers le Royaume-Uni, et sort gratuitement une chanson de Noël : Flakes.
Leur deuxième album, Twenty One, sort le 24 mars 2008. Produit à nouveau par Erol Alkan et mixé par le célèbre producteur Nick Launay, il est précédé par le single Young Love en duo avec Laura Marling, sorti le 10 mars 2008. Le second single de l'album, Two Doors Down, atteint la 24e place des charts britanniques, leur meilleur score à ce jour. L'album représente un changement dans le son des Mystery Jets en passant d'un rock psychédélique et progressif à un son sensiblement plus pop et mélodique.
Le 8 juin 2008, le groupe joue au festival écossais Rockness, qui attire plus de 35 000 amoureux de la musique, la performance du groupe étant diffusée sur la station nationale Hitz Radio. Le groupe est aussi interviewé en coulisses à propos de leur popularité grandissante et leur plan pour une reconnaissance internationale.
En 2008, avec Jeremy Warmsley et Adem, Mystery Jets contribuent à la chanson Grain of Sand pour l'album Songs For Survival en soutien à l'association Survival International.

### Serotonin(2009-2010)
En janvier 2009, Mystery Jets quittent leur label 679 Recordings pour signer chez Rough Trade Records. Ils commencent aussi à travailler à un nouvel album tout en continuant à tourner. Ils se produisent fin août aux festivals Reading and Leeds Festivals.
En avril 2010, le combo annonce son troisième opus studio, Serotonin. Celui-ci, produit par le Britannique Chris Thomas, sort donc le 5 juillet 2010. Initialement, l'album devait s'appeler Luminescence mais le groupe change d'avis par la suite. Blaine veut que cet album soit « la quintessence de Mystery Jets ». Un single promotionnel, intitulé Flash A Hungry Smile, est mis gratuitement en ligne sur le site du groupe. Le premier single de l'album Dreaming of Another World est ajouté à la playlist de BBC Radio 1 en mai 2010 et il sort en même temps que l'album. Toujours le 5 juillet, le quatuor donne un concert dans un magasin de Rough Trade East pour la sortie de Serotonin. Une édition limitée est produite en vinyle et CD ainsi que sur le net. 
En août 2010, le groupe apparaît sur la chanson de The Count and Sinden intitulée After Dark.

### Radlands(2011-2013)
En mars 2011, après un concert secret dans le cadre du festival texan South by Southwest (SXSW), le groupe installe un studio d'enregistrement dans une maison de campagne près du fleuve Colorado dans la région de Westlake près d'Austin, Texas. Les sessions d'écriture et d'enregistrement durent deux mois à la suite de quoi le groupe rentre au Royaume-Uni pour participer aux festivals d'étés. Blaine se rend en Californie début juillet pour peaufiner l'imagerie de ses chansons. 
Le 22 novembre 2011, Mystery Jets annoncent que leur nouvel album sortira en avril 2012, avec une tournée à partir du mois suivant. 
Le 3 avril 2012, peu de temps avant la sortie de Radlands, Kai Fish quitte le groupe et laisse la place au bassiste Pete Cochrane pour la tournée britannique. Le 15 février 2013, une apparition des Mystery Jets est annoncée au Y Not Festival le vendredi 2 août 2013, dans le Derbyshire. Finalement, le show sera annulé au dernier moment en raison des conditions climatiques extrêmes.

### Curve Of The Earth(2014-2017)
Le 30 septembre 2014, Mystery Jets donnent un concert unique au Barbican de Londres, aux côtés de Johnny Flynn & the Sussex Wit, Marika Hackman, Dry The River et avec Laura Marling comme invitée spéciale, pour célébrer le dixième anniversaire du label Transgressive Records. À la suite de cette soirée, dans un article sur le blog du site officiel du groupe, Blaine Harrison annonce que ce dernier est plongé au cœur des sessions du cinquième album, et qu'ils ont fini de construire leur propre studio dans une ancienne usine de boutons. 
Harrison annonce aussi la signature du groupe sur le label américain Caroline Records et l'arrivée d'un nouveau membre en la personne du bassiste Jack Flanagan, incorporé officiellement au groupe en juin 2014.
Le 20 octobre 2015, le groupe met en ligne un trailer annonçant leur cinquième album Curve of the Earth, qui sort finalement sur le label Caroline le 15 janvier 2016.
Six mois plus tard, le 16 septembre 2016, Mystery Jets sortent l'EP The Whole Earth contenant cinq titres issus des sessions d'enregistrement de Curve of the Earth qui n'avaient pas trouvé place sur l'album.

### A Billion Heartbeats(2019-2020)
En août 2019, le groupe annonce son sixième album A Billion Heartbeats. Selon le magazine Clash, l'album aurait été inspiré par les récentes grandes marches de protestation à Londres, et la politisation grandissante de la jeunesse anglaise. Le quatuor avait initialement prévu de publier ce disque le 27 septembre 2019, mais la date de sortie a dû être reculée en raison de l'état de santé de Blaine Harrison et son admission en urgence à l'hôpital pour une opération. A Billion Heartbeats paraît finalement le 3 avril 2020 au Royaume-Uni.
Le 4 février 2020, le guitariste et chanteur William Rees, membre fondateur du groupe, annonce son départ. 

## Membres
- Blaine Harrison – chant, claviers, guitares
- Henry Harrison – claviers, guitares (ne participe pas aux tournées)
- Jack Flanagan – basse, chœurs
- Kapil Trivedi – batterie

### Anciens membres
- Tamara Pearce-Higgins – claviers, chœurs (1996-2002)
- William Rees – guitares, chœurs, chant (1996-2020)
- Kai Fish – basse, chœurs (2001-2012)
- Pete Cochrane – basse (2012-2014)

## Discographie

### Albums studio
- 2006 : Making Dens
- 2007 : Zootime (États-Unis uniquement)
- 2008 : Twenty One
- 2010 : Serotonin
- 2012 : Radlands
- 2016 : Curve of the Earth
- 2020 : A Billion Heartbeats

### EPs
- 2001 : Mystery Jets EP
- 2003 : Eel Pie Island EP
- 2006 : Flotsam and Jetsam (États-Unis uniquement)
- 2006 : Diamonds in the Dark
- 2016 : The Whole Earth
- 2017 : Electronic Earth